# Altenberger Pinge

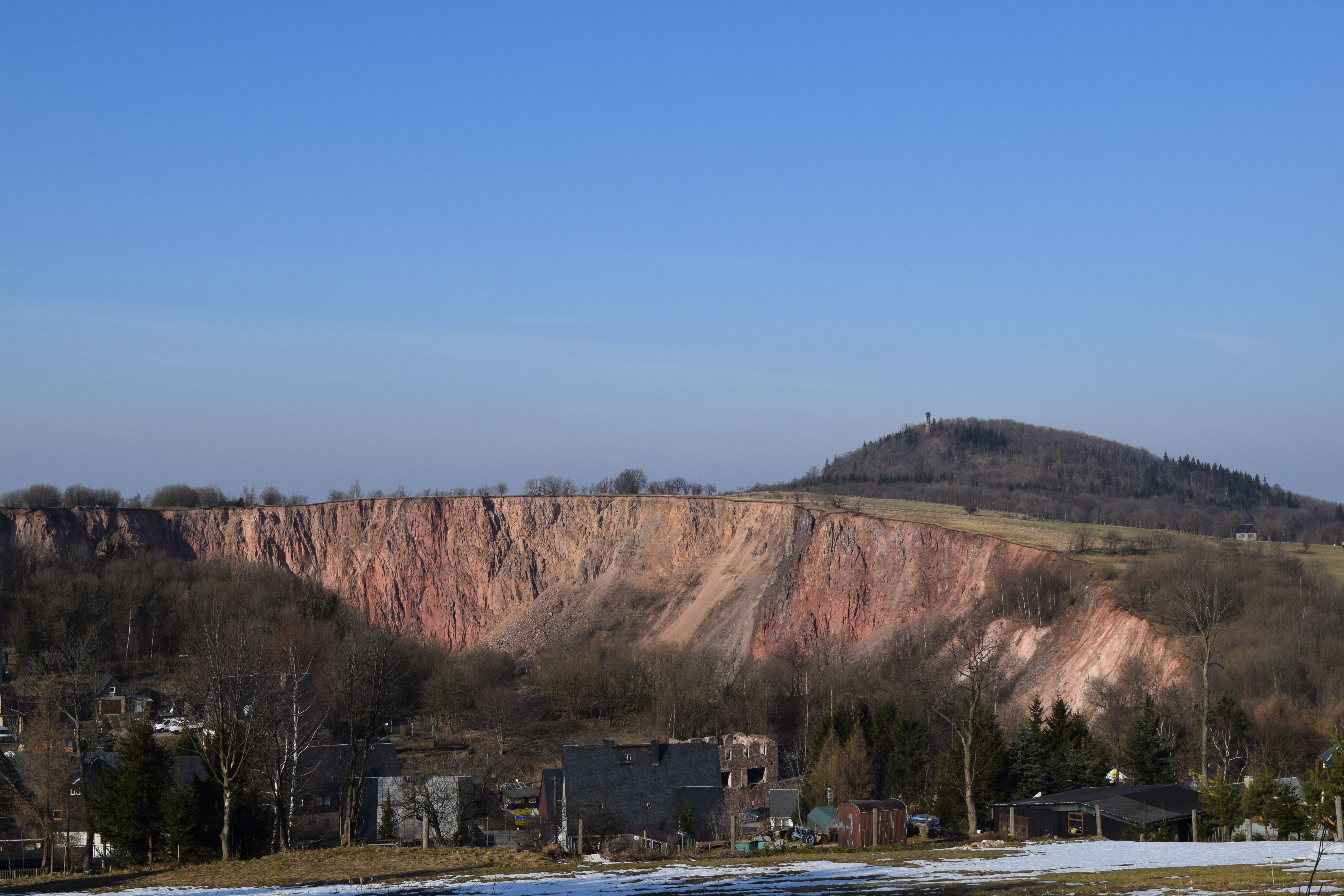
Blick auf die Altenberger Pinge mit dem Geisingberg im Hintergrund

Die Altenberger Pinge (auch Altenberger Binge) ist eine durch Bergbau auf Zinnstein entstandene Pinge in Altenberg im Osterzgebirge. Der Hauptbruch ereignete sich 1620. Noch zu Beginn des 19. Jahrhunderts hatte die Pinge nur eine Fläche von etwa 2,5 Hektar. Insbesondere ab etwa 1976 wurde sie durch intensiven Erzabbau wesentlich erweitert. Heute weist sie einen Durchmesser von durchschnittlich 400 m, eine Tiefe von etwa 130 m und eine Fläche von etwa 12 Hektar auf.
Die Pinge und einige zugehörige Bergbauanlagen sind Teil des UNESCO-Welterbes Montanregion Erzgebirge. Sie wurde 2006 als eines der 77 bedeutendsten nationalen Geotope ausgezeichnet.

## Lage und Größe

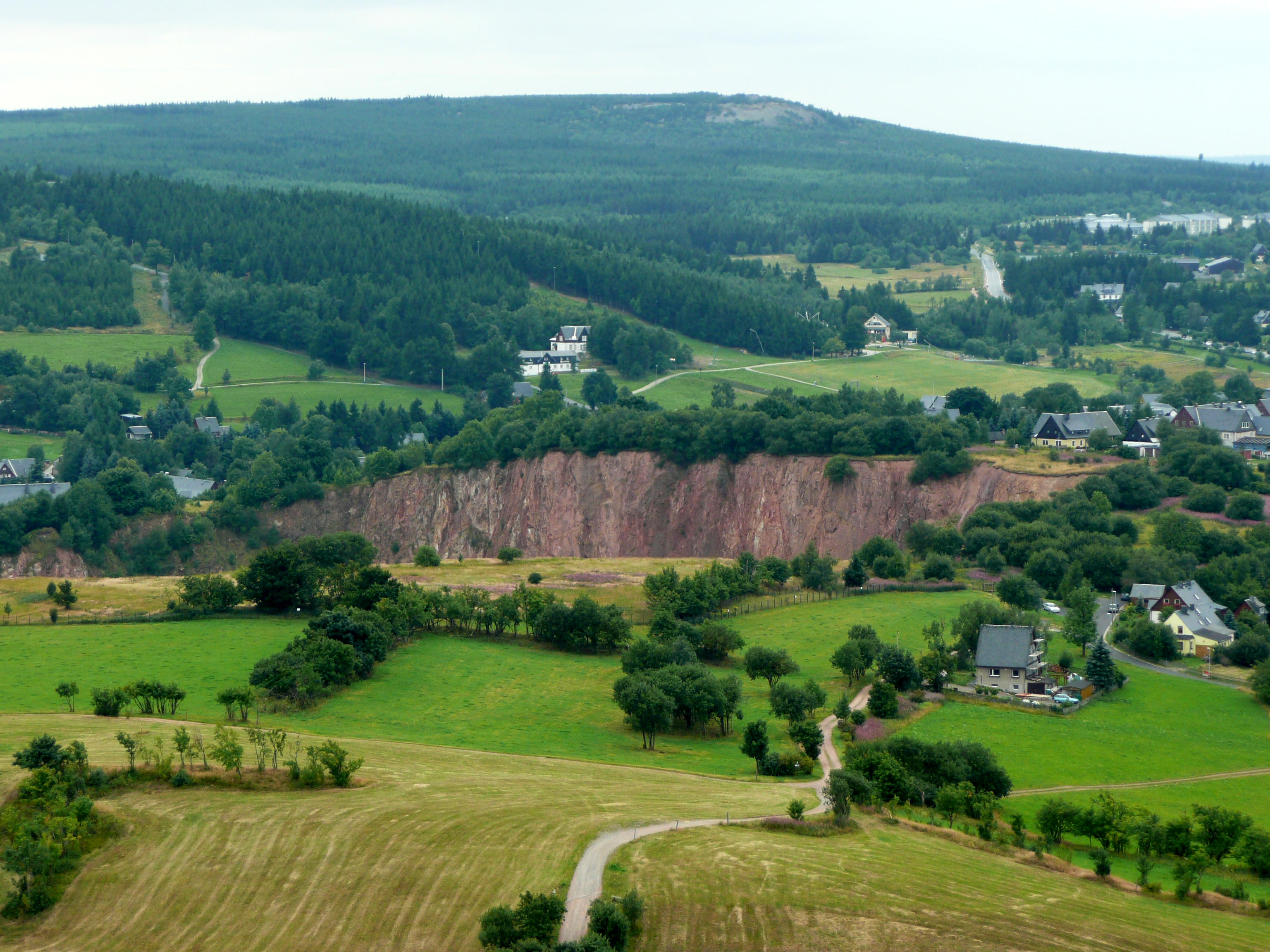
Blick vom Geisingberg in Richtung Kahleberg

Die Pinge befindet sich unmittelbar am Rande der Stadt Altenberg; manche Häuser liegen nur etwa 50 m entfernt. Sie hat heute einen Durchmesser von etwa 440 m in Nordwest-Südost-Richtung und von etwa 380 m diagonal dazu. Die Tiefe beträgt etwa 120 bis 150 m.

## Geologie

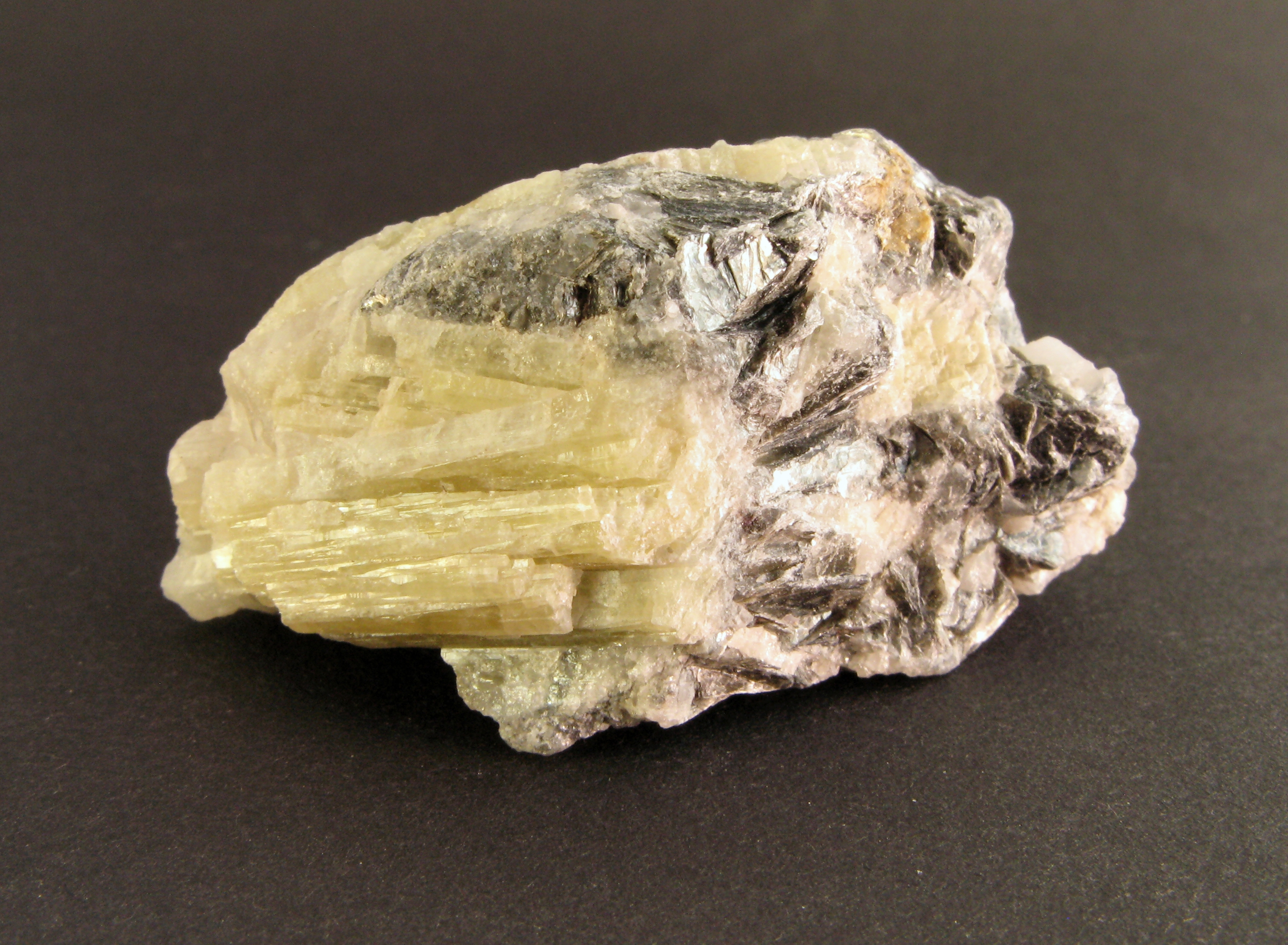
Der Pyknit, ein Topas, ist eine mineralogische Besonderheit aus Altenberg.

Die Entstehung des Altenberger Zinnvorkommens steht im Zusammenhang mit vulkanischer Aktivität im Oberkarbon vor etwa 300 Millionen Jahren. Zwischen Teplice (Teplitz) und Dippoldiswalde bildete sich eine 26 km lange, 8 km breite und NNW-SSE-verlaufende Störungszone heraus. Auf dieser Spaltenzone kam es zu zahlreichen Magmenschüben mit teils pyroklastischen Begleiterscheinungen. Im Gebiet von Altenberg blieb ein Zinngranit zwischen älteren, teils ebenfalls erhöhte Zinngehalte aufweisenden Graniten und Quarzporphyren stecken. Nachdem Feldspat, Quarz und Glimmer auskristallisiert waren, wurden die Feldspäte durch die heißen, unter Druck stehende Dämpfe und Lösungen pneumatolytisch zu Quarz und Glimmer zersetzt. In diesem „verquarzten“ Granit, dem so genannten Greisen, bildeten sich winzige Zinnsteinkörner. Dieser Zwitter – halb Gestein, halb Erz – war Gegenstand des Abbaus. Anreicherungen in Gängen traten nur selten auf. Als Besonderheit bildete sich Pyknit, ein stängliger Topas.
Der Zinngehalt war, verglichen mit anderen Lagerstätten, zwar eher gering, aber dafür konstant, so dass langfristig geplant werden konnte. Noch kurz vor der Einstellung des Bergbaus wurde der durchschnittliche Gehalt mit 0,36 % Zinn angegeben. Unterhalb von etwa 200 bis 220 m Teufe nimmt die Bauwürdigkeit rasch ab.

## Entstehung

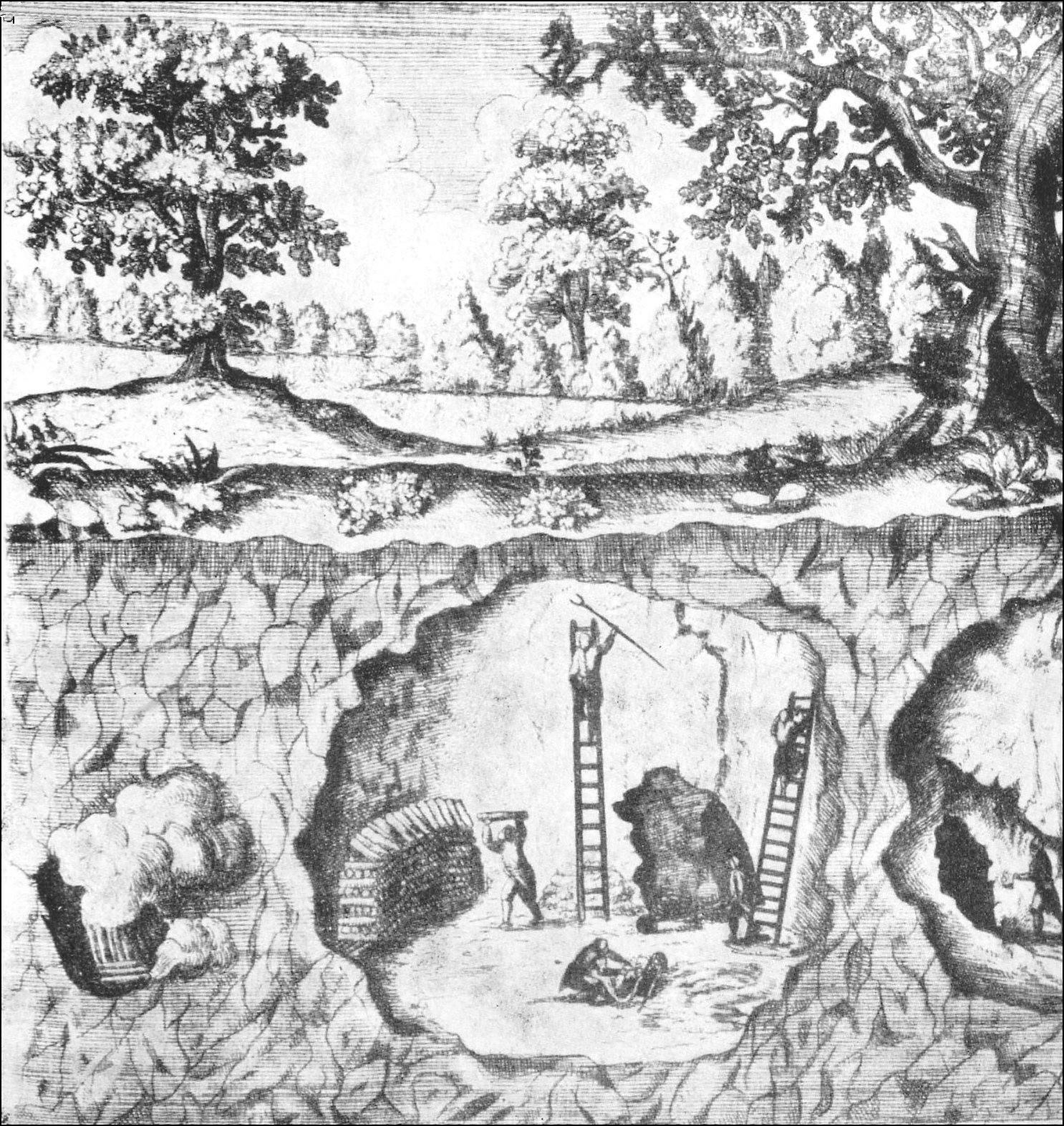
Bildung von Weitungsbauen durch Feuersetzen

### Vorgeschichte (bis 1545)
Während vor 1440 nur Zinngraupen aus Seifen gewonnen wurden, setzte um 1440 der Untertagebergbau ein, der anfangs noch oberflächennah blieb. Die Funde führten zu einem Berggeschrey, das zahlreiche Bergleute aus Sachsen und Böhmen hierher lockte und zum raschen Wachstum der Siedlung führte. 1446 kaufte der sächsische Kurfürst Friedrich II. Teile des Gebiets und verlieh der Siedlung „off dem geyßingißberg“ 1451 das Stadt- und Marktrecht. Schnell drang man in Teufen von bis zu 200 m vor. Bevorzugte Abbaumethode war das Feuersetzen, das dazu führte, dass das Gestein brüchig wurde. Unter Tage bildeten sich rundliche Weitungsbaue von 3 bis 20 m Durchmesser. Göpel wurden eingesetzt, um das Erz nach oben zu befördern. Zwischen 1452 und 1458 wurde der 7,4 km lange Aschergraben angelegt, der Aufschlagwasser für die zahlreichen Pochwerke heranführte, in denen das Erz zerkleinert wurde. Um 1480 waren etwa 3000 Bergleute in Altenberg tätig. Zur Verbesserung der Wasserhaltung setzte Kurfürst Friedrich der Weise die Anlage des 1978 m langen Zwitterstocks tiefer Erbstolln einschließlich der Finanzierung durch die Städte Freiberg, Dresden und Leipzig sowie die Domhospitel bzw. Klöster von Freiberg, Meißen und Altzella durch. Der Stolln wurde zwischen 1491 und 1543 im Gegenortvortrieb Richtung Rotes Wasser, einem Zufluss der Müglitz, nördlich von Geising vorgetrieben und kam in einer Teufe von 132,7 m unterhalb des Römerschachts ein. Die hierfür gegründete Gewerkschaft konnte jetzt das Neuntel von den Zechen verlangen. Fortan musste das Wasser nur noch auf diese 1. Sohle (585 bis 590 m ü. NN) gehoben werden.

### Pingenbrüche (1545–1620)
Bereits am 15. November 1545 kam es zu einem ersten kleineren Tagesbruch, bei dem eine Frau, ihr Kind sowie sechs Arbeiter ums Leben kamen. Insgesamt zehn Zechen waren betroffen. Der Bergbau wurde dadurch nicht unterbrochen und Reyer vermutet sogar eine Beförderung, da die Gewinnung des Bruchmaterials teures Feuerholz sparen half. Um das Wasser aus den unterhalb des Erbstollns gelegenen Bauen zu heben, wurden neue Wasserkünste erforderlich. Nachfolgend wurden der Kleine und der Große Galgenteich angelegt und das Wasser über Neugraben und Quergraben herangeführt. Dieses Aufschlagwasser betrieb zwei Kunsträder. Die neue Kunst, die 160 Wasserknechte ersetzte, wurde 1554 in Betrieb genommen. Die Intensität des Bergbaus wird z. B. dadurch ausgedrückt, dass 1576 auf einer Fläche von 5 Hektar 124 Grubenfelder standen.
Am 22. April 1578 stürzten weitere Teile des Grubengebäudes ein. Betroffen waren diesmal vier Zechen. Es bestand der Verdacht, dass „die Schächte [zur leichteren Gewinnung] absichtlich zum Gehen gebracht wurden“. Obwohl die verantwortlichen Bergbeamten ihrer Stellen enthoben wurden, wurde der Raubbau unverändert fortgesetzt. Größere, untertägige Brüche ereigneten sich noch 1583/1587 sowie am 10. März und 1. Dezember 1619.
Am 24. Januar 1620 früh zwischen 4 und 5 Uhr kam es dann zum Hauptbruch. Die Schäden und Auswirkung waren immens. Graupener Zeche, Rietzschels Zeche, Herrenzeche und Schellenzeche versanken mitsamt ihren Göpeln. Desgleichen der Biermäuler-Schacht sowie Wohnhaus und Anlagen des Bergschmieds. 24 Personen wurden verschüttet, von denen 19 noch am selben Tag und 4 weitere am vierten Tag lebendig geborgen werden konnten. Eine Person jedoch blieb verschüttet, der man hernach die Schuld an dem Unglück gab, da dieser „sonderlich zu Weghauung der Berg-Vesten gerathen haben soll“. Der 79-jährige David Eichler wurde nie gefunden. (1) Die Erschütterungen waren bis in das über 30 km entfernte Dresden zu spüren. Die Pinge hatte jetzt eine Fläche von 3500 Quadratklafter, also etwa 15100 m² (1,5 Hektar), was einem Durchmesser von etwa 140 m entspricht.

### Stagnation (1620–1663)
Der Pingenbruch und der Dreißigjährige Krieg, der ab 1631 auch das Erzgebirge heimsuchte, brachten den Bergbau fast völlig zum Erliegen. Bereits 1613 stand es um den Altenberger Bergbau nicht mehr zum Besten. Dann folgte 1620 der Pingenbruch. 1623 kam es bereits zu Streiks wegen Teuerungen, 1632 überfiel Holk Altenberg, 1633 wütete die Pest, 1636 musste erstmals Zubuße gezahlt werden. Gewinnung war nur noch in den Randbereichen möglich und 1638 kam der Bergbau ganz zum Erliegen. 1639 zerstörten die schwedischen Truppen viele Bergbauanlagen. 1633, 1648 und 1653 brach auch noch der Erbstolln ein. Das Wasser stieg bis zu 80 m über die Stollnsohle. Erst 1660 erfolgte die Aufwältigung und das Wasser brauchte hernach zwei Jahre zum Abfließen.

### Bruchbergbau durch die Zwitterstocks-Gewerkschaft (1663–1850)

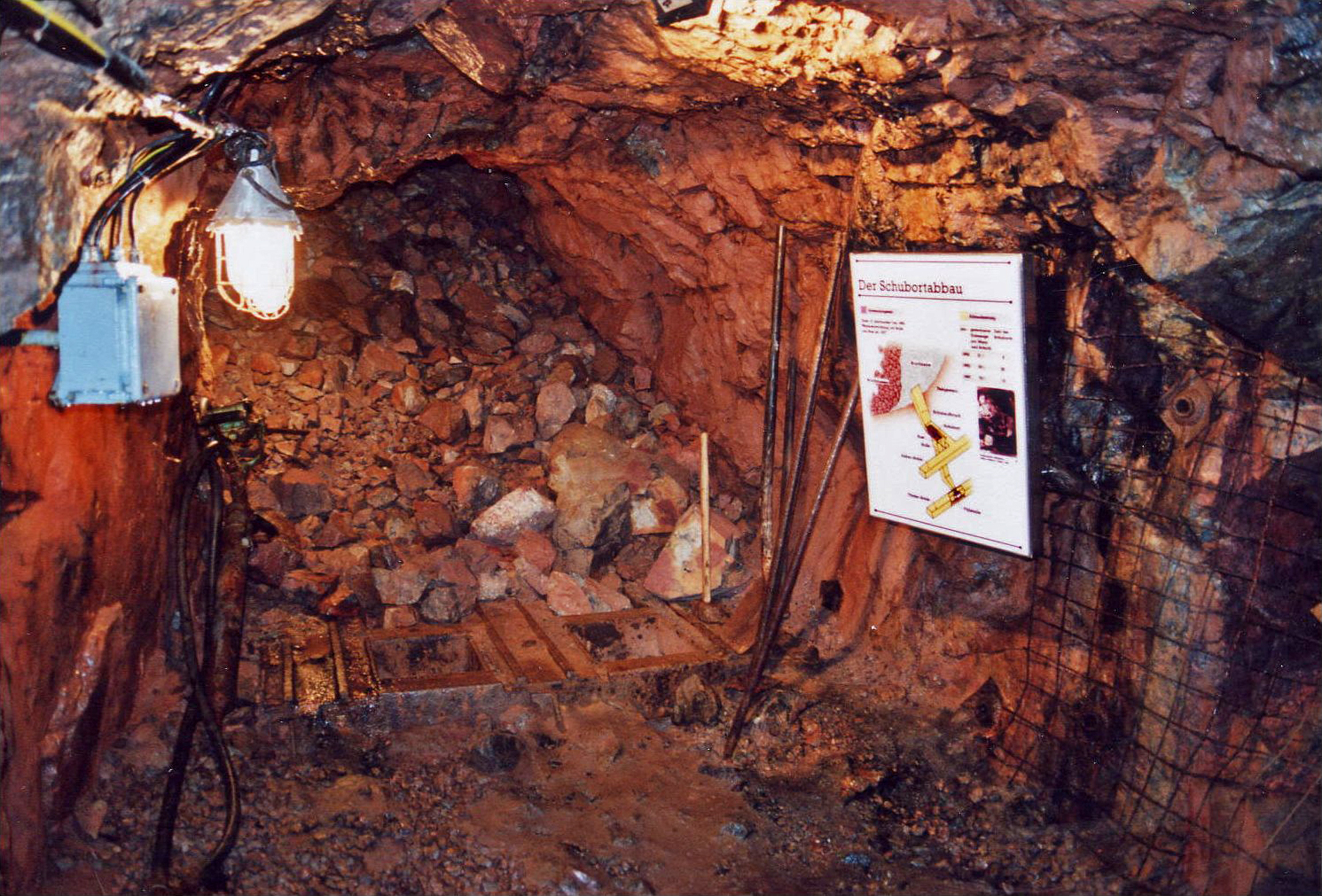
Nachgestellter Schubortabbau

Unter Balthasar Rösler kam der Bergbau ab 1663 wieder in Gang. Die zahlreichen kleinen Zechen konnten die Probleme allein nicht bewältigen und es kam am 4. August 1663 zur Bildung der „Gewerkschaft des Zwitterstocks zu Altenberg“. Dieser gehörte nicht nur das Bergwerkseigentum, sondern auch 26 Pochwerke, 5 Kunstteiche, der Aschergraben, Wälder und ab 1697 auch das Rittergut Schmiedeberg. 1686 wurde am Saustaller Schacht ein Kunstrad eingebaut, so dass man auch wieder die Sohle unterhalb des Erbstollns bebauen konnte. Zwischen 1837 und 1850 wurde der südlich gelegene Römerschacht geteuft, der eine deutliche Produktionssteigerung erlaubte. 1845 wurde schließlich das Feuersetzen eingestellt und der schon seit Mitte des 17. Jahrhunderts praktizierte Schubortabbau setzte sich immer mehr durch.

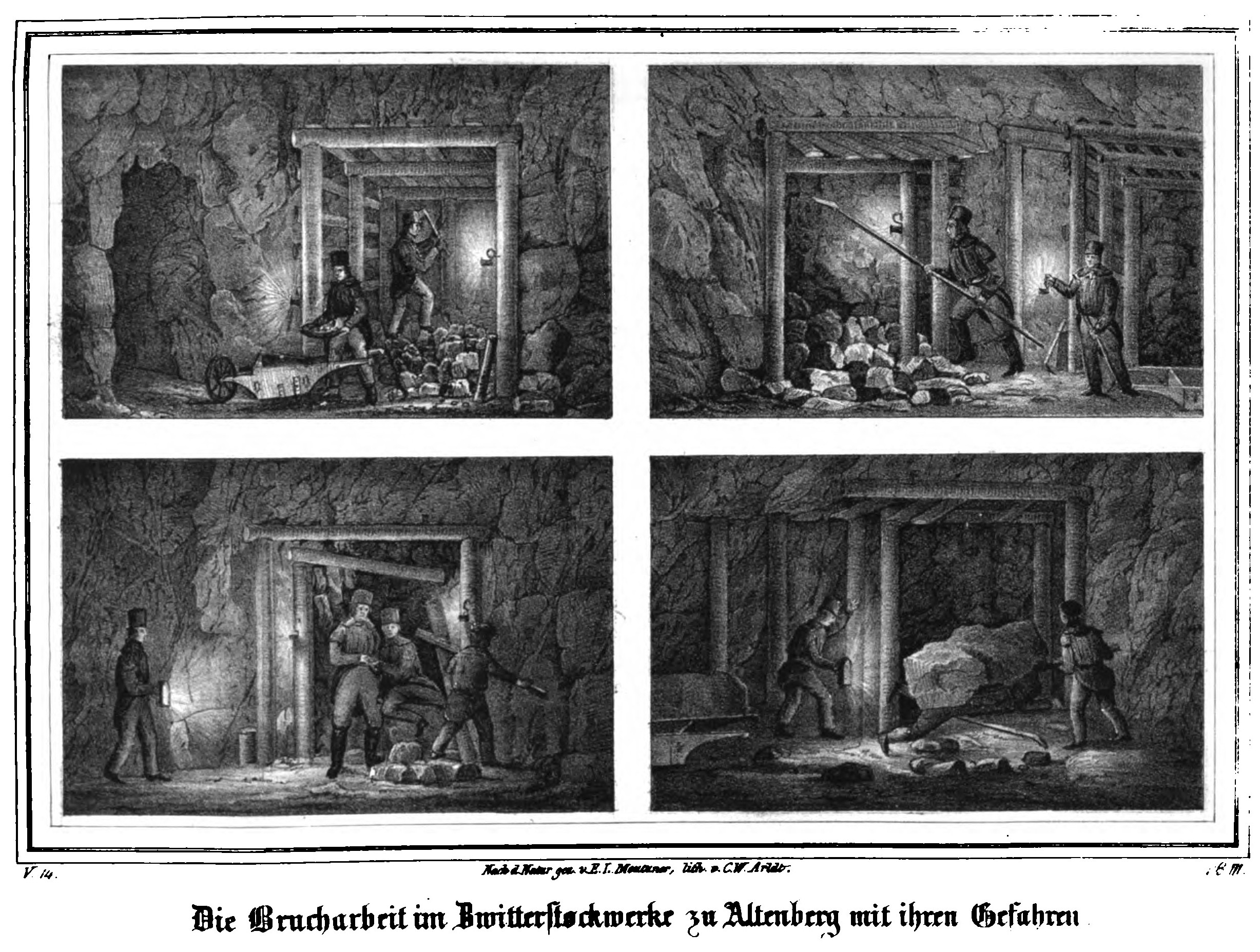
Darstellung der Gefahren der Brucharbeit im Zwitterstockwerke zu Altenberg (Zeichnung nach Ehregott Leberecht Meutzner, 1841)

Aber auch in diesem Zeitraum kam es immer wieder zu unkontrollierten Brüchen, so 1688, 1714, 1716, 1776 (Peptöpfer Schacht vernichtet), 1785, 1817 (damit waren alle Schächte im Pingenbereich zerstört), 1829 und 1844. Die Chronik von 1747 verzeichnet zahlreiche Tote durch den gefährlichen Abbau.

### Erneute Stagnation (1850–1930)
In der Folge kam es jedoch wieder zu einem erneuten Rückgang. Die Aufhebung des Direktionsprinzips im sächsischen Bergbau (1868), d. h. die Durchsetzung kapitalistischer Prinzipien, und umfassende Zinnimporte seit 1870 führten zu einem Preisverfall. 1872 wurde letztmals Ausbeute gezahlt. 1877 erfolgte die handelsrechtliche Benennung der Grube in „Vereinigt Feld im Zwitterstock“, 1889 kam es zur Neugründung der „Altenberger Zwitterstockgewerkschaft“, schließlich am 1. November 1890 zur Konsolidierung der Zwitterstocks- mit der bis dahin selbständigen Erbstolln-Gewerkschaft. Staatliche Zuschüsse und seit 1894 steigende Zinnpreise halfen über die Depression. Aber auch die Gewinnungsmethoden wurden verbessert. Wurde anfangs das Gewinnungsort noch mittels Getriebezimmerung in die Bruchmassen getrieben, wurden die Abbaumethoden im 20. Jahrhundert immer mehr den Bedingungen angepasst, um einerseits die Gefahren durch hereinstürzende Bruchmassen zu verringern und andererseits die Leistung zu steigern. Nicht nur die Weltwirtschaftskrise, sondern bereits seit 1908 angestrengte Klagen von Papier- und Pappenfabriken wegen Verunreinigung des Müglitzwassers führten 1930 zur angeordneten Stilllegung.

### Wiederaufnahme nach 1934
Im April 1934 wurden die Wasserstreitigkeiten beigelegt und die Zinnproduktion wieder aufgenommen, da das NS-Regime hier nach Autarkie strebte. Zahlreiche technische Verbesserungen wurden getroffen. Noch 1934 erfolgte der Einbau einer elektrischen Fördermaschine im Römerschacht und im Tiefenbachtal die Anlage eines Absetzbeckens. 1937 wurde die Schwarzwasser-Aufbereitung in Betrieb genommen und die Verhüttung des Feinzinns nach Freiberg verlagert. 1942 wurde dann in die Heinrichssohle ein Rüstungsbetrieb des Sachsenwerks Dresden-Niedersedlitz eingebaut. Zwecks weiterer Kräftekonzentration wurde die Zwitterstock AG mit der Sachsenerz Bergwerksgesellschaft mbH und vier weiteren landeseigenen Bergwerksbetrieben am 22. September 1944, rückwirkend zum 1. April 1944 zur Sachsenerz Bergwerks AG verschmolzen.

### Wiederaufnahme nach 1946

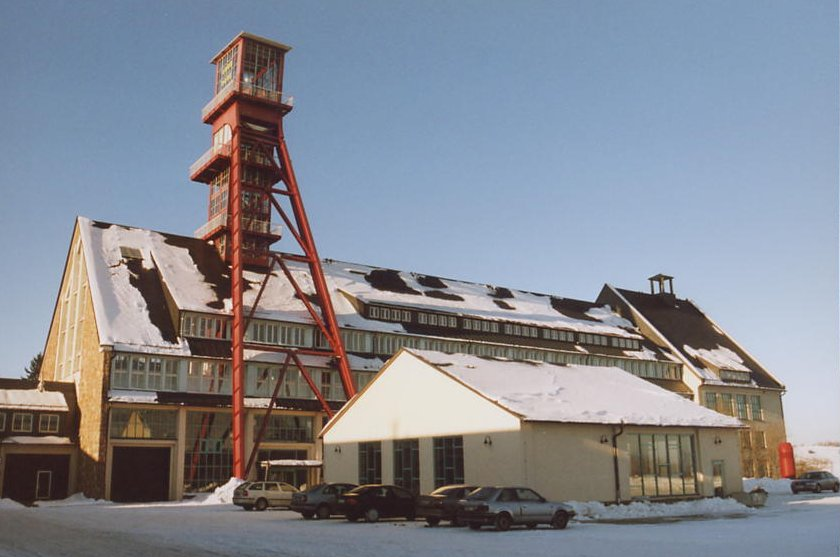
Arno-Lippmann-Schacht

Nach dem Zweiten Weltkrieg wurden die Schwarzwasser-Aufbereitung und Teile des Römerschachtes als Reparationsleistung demontiert, aber bereits 1946 begann der Wiederaufbau und im Oktober 1946 lief die Förderung wieder an. Am 1. Januar 1951 wurde der VEB Zinnerz Altenberg gegründet und infolgedessen begann ein intensiver Ausbau des Betriebes. Zwischen 1952 und 1963 wurde der Arno-Lippmann-Schacht als neuer Hauptschacht bis in 296,7 m geteuft. Schacht III (260,4 m) diente zur Entlastung des Hauptschachtes. 1967 wurde der VEB Zinnerz in das Bergbau- und Hüttenkombinat „Albert Funk“ integriert. Der Schubortabbau wurde weiter vervollkommnet und in den 1970er-Jahren wurden so knapp 50 Tonnen pro Mann und Schicht erreicht. 1982 wurde auch das letzte Schubort stillgelegt. Damit hatte auch der Römerschacht ausgedient, der nur noch der Bewetterung diente. Die Gewinnung erfolgte von nun an in Ladeörtern im Kammerpfeilerbruchbau, nachdem man schon seit 1976 hiermit Erfahrungen gesammelt hatte. Die Schichtleistung stieg auf bis zu 180 Tonnen pro Mann.

### Einstellung 1991
Am 28. März 1991 wurde nach 550 Jahren Bergbau symbolisch der letzte Hunt gefördert und die Zinngewinnung eingestellt, da sich Selbstkosten und Weltmarktpreise seit Mitte der 1980er-Jahre stark gegenläufig entwickelten. In dieser Zeit wurden 32 Millionen Tonnen Erz gefördert, die bei einem Durchschnittsgehalt von etwa 0,76 % etwa 240.000 Tonnen Rohzinn ergaben. Daraus wurden etwa 106.000 Tonnen Reinzinn gewonnen, so dass das Ausbringen etwa 44 % betrug.
Die nachgewiesenen Restvorräte belaufen sich auf 74.200 Tonnen Zinn.

## Tourismus
Die Pinge ist eingezäunt und kann nicht begangen werden. Zwischen 1928 und 1942 sowie 1949 und 1953 konnte die 85 m tief gelegene Heinrichssohle mit ihren feuergesetzten Weitungsbauen besichtigt werden. Ein Bergbaulehrpfad umrundet die Pinge und bei einer geführten Wanderung kann von einer Plattform ein tieferer Einblick getätigt werden. Überdies ist die Pinge Station Nr. 34 des grenzüberschreitenden deutsch-tschechischen Bergbaulehrpfads.